# Chalcolemia nakanai
Genre
Espèce
Chalcolemia nakanai, unique représentant du genre Chalcolemia, est une espèce d'araignées aranéomorphes de la famille des Salticidae.

## Distribution
Cette espèce est endémique de Nouvelle-Bretagne en Papouasie-Nouvelle-Guinée.

## Description
La carapace de la femelle holotype mesure 1,7 mm de long et l'abdomen 2,9 mm.

## Étymologie
Son nom d'espèce lui a été donné en référence au lieu de sa découverte, les monts Nakanai.

## Publication originale
- Zhang & Maddison, 2012 : New euophryine jumping spiders from Papua New Guinea (Araneae: Salticidae: Euophryinae). Zootaxa, no 3491, p. 1-74.